# L'Ombria de la Sarsa

Mapa del Carxe i dels seus nuclis.

L'Ombria de la Sarsa (oficialment Casa de la Umbría de la Zarza o La Umbría) o també conegut popularment com l'Ombria, és un nucli de població valencianoparlant del Carxe, al municipi murcià de Favanella. Des de 2005 registra 2 habitants. És un xicotet caseriu format també per cases disseminades on es troba un centre de rehabilitació de menors de la Conselleria de Sanitat i Benestar Social de la Regió de Múrcia.
L'Ombria de la Sarsa està envoltada de muntanyes cobertes per frondosos pins que configuren un bell paisatge. De la serra de Quibas es creu que és la fusta del retaule de l'altar major de l'Església Parroquial de Sant Josep i en el segle xviii es va subministrar fusta a l'Arsenal de Cartagena. Amb la subhasta del carbó d'un gran incendi que es va produir a la serra de Quibas a mitjan segle xviii, es va poder concloure les obres de construcció de l'ajuntament. A les serres del Cantó i de Quibas existixen importants pedreres de marbre de gran qualitat. D'estes muntanyes i paratges també s'obtenia una gran quantitat d'espart per a la desapareguda indústria del cofín. La ramaderia ovina i cabruna també va tindre la seua importància fins a èpoques no molt llunyanes. La riquesa cinegètica d'estes muntanyes i paratges ha sigut i és molt apreciada pels caçadors, destacant la qualitat de les seues guatles.
La major part de les vinyes de Favanella estan situades en estos masos de la zona nord, en les seues planes, carrerades i peus de muntanya. Oficialment tenen la denominació d'origen "Alacant". A finals dels anys 60 es van descobrir importants dipòsits d'aigua subterrània en els pous de Quibas i la Canyada de l'Alenya; una riquesa hídrica que després de la massiva i incontrolada explotació va fer canviar la seua qualitat, augmentant la seua salinitat en tal quantia que resultava nociva per a la majoria dels cultius.